# Sebastiano Mainardi

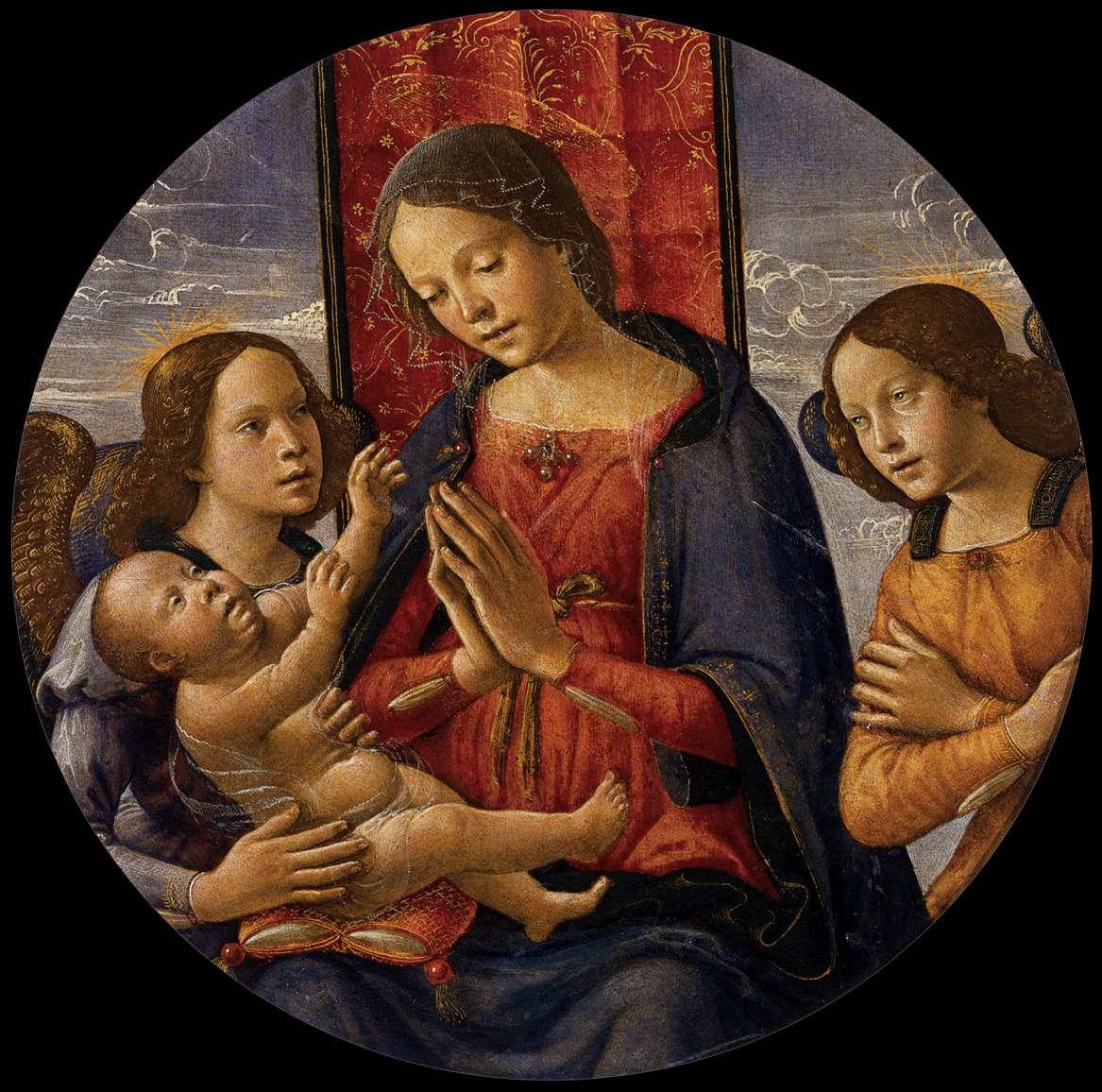
Madonna z Dzieciątkiem, ok. 1490

Sebastiano Mainardi (używał też formy imienia Bastiano) (ur. 23 września 1466 w San Gimignano, zm. we wrześniu 1513 we Florencji) – włoski malarz.
Był uczniem, a później współpracownikiem Domenico Ghirlandaio.
Giorgio Vasari w swoim zbiorze biografii artystów włoskich wspomina o Mainardim jako o uczniu i kontynuatorze dzieł Ghirlandaia w latach 1475–1477.
Przypisuje się Mainardiemu freski w kaplicy kolegiaty w San Gimignano, w opactwie Passignano w Val di Pesa w pobliżu Florencji oraz innych kościołach.
Stworzył też serię obrazów przedstawiających Madonnę z Dzieciątkiem.
W zbiorach Muzeum Narodowego w Warszawie znajduje się obraz Mainardiego przedstawiający św. Hieronima.